# دخترعمو و پسرعمو
دخترعمو و پسرعمو فیلمی به کارگردانی روح‌انگیز شمس، نویسندگی قربان محمدپور و تهیه‌کنندگی محمود غلامی محصول سال ۱۳۹۵ است.
این فیلم در تاریخ ۶ دی ۱۳۹۶ در سینماهای ایران اکران شده‌است.

## خلاصه داستان
داستان «دخترعمو و پسرعمو» دربارهٔ زندگی یک پسرعمو و دخترعمو است که قبلا ازدواج کرده بودند اما بعد طلاق در زندگی خانوادگی‌شان اختلافات زیادی به وجود می‌آید. آنها با دستور و راهنمایی‌های پدربزرگ خود مجبور می‌شوند تمامی اختلافات خانوادگی‌شان را حل کنند و...

## بازیگران
| بازیگر         | نقش            |
| مجید صالحی     | ساسان          |
| نیوشا ضیغمی    | نازنین         |
| فاطمه گودرزی   | مادر نازنین    |
| مریم امیرجلالی | مادر ساسان     |
| مهدی صبایی     | محمودی         |
| لاله مرزبان    | منشی نازنین    |
| نسیم فروغ      | وکیل پدربزرگ   |
| معصومه محمدپور | دخترعموی ساسان |
| محمود عزیزی    | پدربزرگ        |